# Volejbal na Letních olympijských hrách 1964
Volejbalové turnaje na XVIII. olympijských hrách se odehrály ve dnech 13. – 23. října (mužský) a 11. – 23. října 1964 (ženský) v Tokiu a Jokohamě.
Olympijské hry v Tokiu byly první hry v historii, na kterých se představil volejbal. Premiéry se zúčastnilo 10 mužských a 6 ženských kolektivů. Oba turnaje se odehrály v jedné skupině systémem každý s každým. Zápasy probíhaly v tokijské hale Komazawa a v hale Cultural v Jokohamě. Mužský turnaj vyhrál Sovětský svaz lepším poměrem bodů (1,487) před Československem (1,218) a překvapivě třetím Japonskem. Ženský turnaj vyhrály se ztrátou jediného setu domácí Japonky, druhé skončilo družstvo Sovětského svazu a třetí Polsko.

## Turnaj mužů
| Zlato   | Sovětský svaz (URS)  |
| Stříbro | Československo (TCH) |
| Bronz   | Japonsko (JPN)       |

|     |             | URS | TCH | JPN | ROM | BUL | HUN | BRA | NED | USA | KOR | V | P | Skóre | B  |
| 1.  | SSSR        | *** | 3:2 | 1:3 | 3:0 | 3:0 | 3:0 | 3:0 | 3:0 | 3:0 | 3:0 | 8 | 1 | 25:5  | 17 |
| 2.  | ČSSR        | 2:3 | *** | 3:1 | 3:1 | 3:2 | 3:2 | 3:0 | 3:1 | 3:0 | 3:0 | 8 | 1 | 26:10 | 17 |
| 3.  | Japonsko    | 3:1 | 1:3 | *** | 3:0 | 3:1 | 0:3 | 3:2 | 3:1 | 3:1 | 3:0 | 7 | 2 | 22:12 | 16 |
| 4.  | Rumunsko    | 0:3 | 1:3 | 0:3 | *** | 3:2 | 3:1 | 3:0 | 3:0 | 3:1 | 3:2 | 6 | 3 | 19:15 | 15 |
| 5.  | Bulharsko   | 0:3 | 2:3 | 1:3 | 2:3 | *** | 3:1 | 3:0 | 3:0 | 3:0 | 3:1 | 5 | 4 | 20:16 | 14 |
| 6.  | Maďarsko    | 0:3 | 2:3 | 3:0 | 1:3 | 1:3 | *** | 2:3 | 3:1 | 3:0 | 3:2 | 4 | 5 | 18:18 | 13 |
| 7.  | Brazílie    | 0:3 | 0:3 | 2:3 | 0:3 | 0:3 | 3:2 | *** | 2:3 | 3:2 | 3:1 | 3 | 6 | 13:23 | 12 |
| 8.  | Nizozemsko  | 0:3 | 1:3 | 1:3 | 0:3 | 0:3 | 1:3 | 3:2 | *** | 0:3 | 3:1 | 2 | 7 | 11:24 | 11 |
| 9.  | USA         | 0:3 | 0:3 | 1:3 | 1:3 | 0:3 | 0:3 | 2:3 | 3:0 | *** | 3:2 | 2 | 7 | 10:23 | 11 |
| 10. | Jižní Korea | 0:3 | 0:3 | 0:3 | 2:3 | 1:3 | 2:3 | 1:3 | 1:3 | 2:3 | *** | 0 | 9 | 9:27  | 9  |

 USA -  Nizozemsko 3:0 (15:10, 15:13, 15:6)
13. října 1964 (11:00) - Tokio (Komazawa Gymnasium)
 ČSSR -  Maďarsko 3:2 (15:10, 12:15, 13:15, 15:9, 15:10)
13. října 1964 (13:00) - Tokio (Komazawa Gymnasium)
 Bulharsko -  Brazílie 3:0 (16:14, 15:10, 15:8)
13. října 1964 (19:00) - Tokio (Komazawa Gymnasium)
 SSSR -  Rumunsko 3:0 (15:8, 15:10, 15:9)
13. října 1964 - Jokohama (Cultural Gymnasium)
 Japonsko -  Jižní Korea 3:0 (17:15, 15:8, 15:3)
13. října 1964 - Jokohama (Cultural Gymnasium)
 SSSR -  Nizozemsko 3:0 (15:8, 15:3, 15:11) 
14. října 1964 (19:00) - Tokio (Komazawa Gymnasium)
 Rumunsko -  Brazílie 3:0 (15:6, 15:5, 15:5)
14. října 1964 (13:00) - Tokio (Komazawa Gymnasium)
 USA -  Jižní Korea 3:2 (16:14, 4:15, 4:15, 15:10, 15:11)
14. října 1964 (17:00) - Tokio (Komazawa Gymnasium)
 Maďarsko -  Japonsko 3:0 (15:12, 15:8, 15:12)
14. října 1964 (17:00) - Jokohama (Cultural Gymnasium)
 ČSSR -  Bulharsko 3:2 (15:13, 13:15, 15:11, 7:15, 15:11)
14. října 1964 (19:00) - Tokio (Komazawa Gymnasium)
 Rumunsko -  Bulharsko 3:2 (15:6, 11:15, 5:15, 15:13, 15:8)
15. října 1964 (11:00) - Tokio (Komazawa Gymnasium)
 SSSR -  Jižní Korea 3:0 (15:7, 15:5, 15:6)
15. října 1964 (17:00) - Tokio (Komazawa Gymnasium)
 ČSSR -  Japonsko 3:1 (9:15, 15:13, 15:12, 15:13)
15. října 1964 (17:00) - Jokohama (Cultural Gymnasium)
 Nizozemsko -  Brazílie 3:2 (14:16, 15:11, 15:12, 6:15, 16:14)
15. října 1964 (19:00) - Tokio (Komazawa Gymnasium)
 Maďarsko -  USA 3:0 (15:12, 15:13, 15:8)
15. října 1964 (19:00) - Jokohama (Cultural Gymnasium)
 Japonsko -  Bulharsko 3:1 (15:10, 12:15, 15:6, 15:10)
17. října 1964 (11:00) - Tokio (Komazawa Gymnasium)
 ČSSR -  USA 3:0 (15:7, 15:13, 16:14)
17. října 1964 (13:00) - Tokio (Komazawa Gymnasium)
 Rumunsko -  Nizozemsko 3:0 (15:9, 15:6, 15:13)
17. října 1964 (15:00) - Jokohama (Cultural Gymnasium)
 SSSR -  Maďarsko 3:0 (15:9, 15:13, 15:11)
17. října 1964 (17:00) - Tokio (Komazawa Gymnasium)
 Brazílie -  Jižní Korea 3:1 (15:12, 15:8, 14:16, 16:14)
17. října 1964 (19:00) - Tokio (Komazawa Gymnasium)
 Rumunsko -  Jižní Korea 3:2 (15:9, 14:16, 8:15, 15:9, 15:9)
18. října 1964 (11:00) - Tokio (Komazawa Gymnasium)
 Brazílie -  Maďarsko 3:2 (15:4, 13:15, 11:15, 16:14, 15:11)
18. října 1964 (13:00) - Jokohama (Cultural Gymnasium)
 SSSR -  ČSSR 3:2 (15:9, 15:8, 5:15, 10:15, 15:7)
18. října 1964 (15:00) - Jokohama (Cultural Gymnasium)
 Bulharsko -  Nizozemsko 3:0 (15:11, 8:15, 15:8, 14:16, 15:8)
18. října 1964 (17:00) - Tokio (Komazawa Gymnasium)
 Japonsko -  USA 3:1 (15:12, 15:10, 13:15, 15:11)
18. října 1964 (19:00) - Tokio (Komazawa Gymnasium)
 Bulharsko -  USA 3:0 (15:9, 15:13, 15:7) 
19. října 1964 (11:00) - Tokio (Komazawa Gymnasium)
 Nizozemsko -  Jižní Korea 3:1 (13:15, 15:7, 16:14, 15:8)
19. října 1964 (13:00) - Tokio (Komazawa Gymnasium)
 Japonsko -  SSSR 3:1 (14:16, 15:5, 15:8, 15:10)
19. října 1964 (17:00) - Jokohama (Cultural Gymnasium)
 ČSSR -  Brazílie 3:0 (15:5, 15:6, 15:10)
19. října 1964 (19:00) - Tokio (Komazawa Gymnasium)
 Rumunsko -  Maďarsko 3:1 (15:6, 12:15, 15:10, 16:14)
19. října 1964 (19:00) - Jokohama (Cultural Gymnasium)
 Japonsko -  Brazílie 3:2 (15:12, 15:9, 12:15, 7:15, 15:11) 
21. října 1964 (13:00) - Tokio (Komazawa Gymnasium)
 Bulharsko -  Jižní Korea 3:1 (15:4, 12:15, 15:11, 15:9)
21. října 1964 (17:00) - Tokio (Komazawa Gymnasium)
 ČSSR -  Rumunsko 3:1 (15:11, 7:15, 15:12, 15:12)
21. října 1964 (17:00) - Jokohama (Cultural Gymnasium)
 Maďarsko -  Nizozemsko 3:1 (15:4, 8:15, 15:11, 15:12)
21. října 1964 (19:00) - Tokio (Komazawa Gymnasium)
 SSSR -  USA 3:0 (15:6, 15:5, 15:4)
21. října 1964 (19:00) - Jokohama (Cultural Gymnasium)
 Maďarsko -  Jižní Korea 3:2 (17:15, 6:15, 13:15, 15:8, 15:6) 
22. října 1964 (11:00) - Tokio (Komazawa Gymnasium)
 ČSSR -  Nizozemsko 3:1 (10:15, 15:10, 15:9, 15:6)
22. října 1964 (13:00) - Tokio (Komazawa Gymnasium)
 Brazílie -  USA 3:2 (5:15, 11:15, 15:9, 15:6, 15:9)
22. října 1964 (17:00) - Tokio (Komazawa Gymnasium)
 Japonsko -  Rumunsko 3:0 (15:6, 15:9, 15:8)
22. října 1964 (17:00) - Jokohama (Cultural Gymnasium)
 SSSR -  Bulharsko 3:0 (15:2, 16:14, 15:13)
22. října 1964 (19:00) - Jokohama (Cultural Gymnasium)
 SSSR -  Brazílie 3:0 (15:7, 15:6, 15:9) 
23. října 1964 (11:00) - Tokio (Komazawa Gymnasium)
 ČSSR -  Jižní Korea 3:0 (15:1, 15:7, 15:9)
23. října 1964 (11:00) - Jokohama (Cultural Gymnasium)
 Bulharsko -  Maďarsko 3:1 (15:9, 15:12, 12:15, 15:8)
23. října 1964 (13:00) - Tokio (Komazawa Gymnasium)
 Japonsko -  Nizozemsko 3:1 (15:17, 15:4, 15:8, 15:5)
23. října 1964 (13:00) - Jokohama (Cultural Gymnasium)
 Rumunsko -  USA 3:1 (11:15, 15:9, 15:11, 15:13)
23. října 1964 (17:00) - Tokio (Komazawa Gymnasium)

### Soupisky
1.  SSSR
| - Ivans Bugajenkovs - Nikolaj Burobin - Jurij Česnokov - Vasja Kačerava | - Valerij Kalačichin - Vitalij Kovalenko - Stanislav Ljugajlo - Georgij Mondzolevskij | - Jurij Pojarkov - Eduard Sibirjakov - Jurij Vengerovskij - Dmitrij Voskobojnikov |

2.  Československo
| - Milan Čuda - Bohumil Golián - Zdeněk Humhal - Petr Kop | - Jozef Labuda - Josef Musil - Karel Paulus - Boris Perušič | - Pavel Schenk - Václav Šmídl - Josef Šorm - Ladislav Toman |

Trenér: Josef Brož
3.  Japonsko
| - Katsutoshi Nekoda - Masayuki Minami - Naohiro Ikeda - Tokihiko Higushi | - Sadatoshi Sugahara - Teruhisa Moriyama - Toshiaki Kosedo - Takeshi Tokutomi | - Tsutomu Koyama - Yasutaka Sato - Yutaka Demachi - Yuzo Nakamura |

4.  Rumunsko
| - Aurel Drăgan - Constantin Ganciu - Davila Plocon - Eduard Derzsei | - Gheorghe Fieraru - Horaţiu Nicolau - Iuliu Szöcs - Mihai Chezan | - Mihai Coste - Mihai Grigorovici - Nicolae Bărbuţă |

5.  Bulharsko
| - Angel Koritarov - Boris Gjuderov - Dimitar Karov - Georgi Bojadžijev | - Georgi Konstantinov - Ivan Kočev - Kiril Ivanov - Lachezar Stojanov | - Petar Kračmarov - Petko Pantaljev - Simeon Srandev - Slavcho Slavov |

6.  Maďarsko
| - Béla Czafik - Csaba Lantos - Ferenc Tüske - Ferenc Jánosi | - Gábor Bodó - István Molnár - László Gálos - Mihály Tatár | - Ottó Prouza - Tibor Flórián - Vilmos Iváncsó |

7.  Brazílie
| - Feitosa - Carlos Nuzman - Décio de Azevedo - Hernando de Oliveira | - José Ramalho - José da Costa - Marco Antônio Volpi | - Emanuel Newdon - Victor Borges - João Franca |

8.  Nizozemsko
| - Dinco van der Stoep - Jaap Korsloot - Jan Oosterbaan - Hans van Wijnen | - Joop Tinkhof - Jan van der Hoek - Jurjaan Koolen - Piet Swieter | - Rob Groenhuyzen - Jacques de Vink - Frank Constandse - Jacques Ewalds |

9.  USA
| - Mike Bright - Barry Brown - Keith Erickson - William Griebenow | - Richard Hammer - Jacob Highland - Ronald Lang - Charles Nelson | - Michael O'Hara - Ernest Suwara - John Taylor - Pedro Velasco, Jr. |

10.  Jižní Korea
| - Jeong Seon-Hong - Kim In-Su - Kim Jin-Hui - Kim Gwang-Su | - Kim Seong-Gil - Kim Yeong-Jun - Lee Gyu-So - Im Tae-Ho | - O Pyeong-Gil - Park Seo-Gwang - Son Yeong-Wan - Seo Ban-Seok |

## Turnaj žen
| Zlato   | Japonsko (JPN)      |
| Stříbro | Sovětský svaz (URS) |
| Bronz   | Polsko (POL)        |

|    |          | JPN | URS | POL | ROM | USA | KOR | V | P | Skóre | B  |
| 1. | Japonsko | *** | 3:0 | 3:1 | 3:0 | 3:0 | 3:0 | 5 | 0 | 15:2  | 10 |
| 2. | SSSR     | 0:3 | *** | 3:0 | 3:0 | 3:0 | 3:0 | 4 | 1 | 12:3  | 9  |
| 3. | Polsko   | 1:3 | 0:3 | *** | 3:0 | 3:0 | 3:0 | 3 | 2 | 10:6  | 8  |
| 4. | Rumunsko | 0:3 | 0:3 | 0:3 | *** | 3:0 | 3:0 | 2 | 3 | 6:9   | 7  |
| 5. | USA      | 0:3 | 0:3 | 0:3 | 0:3 | *** | 3:0 | 1 | 4 | 3:12  | 6  |
| 6. | Korea    | 0:3 | 0:3 | 0:3 | 0:3 | 0:3 | *** | 0 | 5 | 0:15  | 5  |

 SSSR -  Rumunsko 3:0 (15:5, 15:6, 15:0)
11. října 1964 (11:00) - Tokio (Komazawa Gymnasium)
 Japonsko -  USA 3:0 (15:1, 15:5, 15:2)
11. října 1964 (13:00) - Tokio (Komazawa Gymnasium)
 SSSR -  Jižní Korea 3:0 (15:0, 15:6, 15:0)
12. října 1964 (15:00) - Tokio (Komazawa Gymnasium)
 Polsko -  USA 3:0 (15:3, 15:4, 15:10)
12. října 1964 (15:00) - Jokohama (Cultural Gymnasium)
 Japonsko -  Rumunsko 3:0 (15:7, 15:3, 15:8)
12. října 1964 (17:00) - Jokohama (Cultural Gymnasium)
 Rumunsko -  USA 3:0 (15:9, 15:1, 15:2)
13. října 1964 (19:00) - Jokohama (Cultural Gymnasium)
 Polsko -  Jižní Korea 3:0 (15:5, 15:5, 15:11)
13. října 1964 (17:00) - Tokio (Komazawa Gymnasium)
 Japonsko -  Jižní Korea 3:0 (15:3, 15:2, 15:4)
14. října 1964 (19:00) - Jokohama (Cultural Gymnasium)
 SSSR -  Polsko 3:0 (15:9, 15:5, 15:5)
15. října 1964 (13:00) - Tokio (Komazawa Gymnasium)
 SSSR -  USA 3:0 (15:1, 15:8, 15:7)
17. října 1964 (13:00) - Jokohama (Cultural Gymnasium)
 Japonsko -  Polsko 3:1 (15:4, 15:5, 13:15, 15:2)
18. října 1964 (13:00) - Tokio (Komazawa Gymnasium)
 Rumunsko -  Jižní Korea 3:0 (15:10, 15:9, 15:6)
19. října 1964 (17:00) - Tokio (Komazawa Gymnasium)
 USA -  Jižní Korea 3:0 (15:7, 15:13, 15:13)
21. října 1964 (11:00) - Tokio (Komazawa Gymnasium)
 Polsko -  Rumunsko 3:0 (15:7, 15:6, 15:8)
22. října 1964 - (19:00) - Jokohama (Cultural Gymnasium)
 Japonsko -  SSSR 3:0 (15:11, 15:8, 15:13)
23. října 1964 (17:00) - Tokio (Komazawa Gymnasium)

### Soupisky
1.  Japonsko
| - Masae Kasaiová - Emiko Miyamoto - Kinuko Tanida - Yuriko Handa | - Yoshiko Matsumura - Sata Isobe - Masako Kondo - Katsumi Matsumura | - Setsuko Sasaki - Yoko Shinozaki - Yoko Fujimoto - Ayano Shibuki |

2.  SSSR
| - Nelly Abramovová - Astra Biltauerová - Ljudmila Buldaková - Ljudmila Gurejevová | - Valentina Kameňoková - Marita Katuševová - Ninel Lukaninová - Valentina Mišakovová | - Taťjana Roščinová - Inna Ryskalová - Antonina Ryžovová - Tamara Tichoninová |

3.  Polsko
| - Krystyna Czajkowska-Rawska - Marianna Golimowska - Krystyna Jakubowska - Danuta Kordaczuk | - Krystyna Krupa - Józefa Ledwig - Jadwiga Marko | - Jadwiga Rutkowska - Maria Śliwka - Zofia Szcześniewska |

4.  Rumunsko
| - Alexandrina Chezan - Ana Mocanu - Cornelia Lăzeanu - Doina Ivănescu | - Doina Popescu - Elisabeta Goloşie - Ileana Enculescu | - Lia Vanea - Natalia Todorovschi - Sonia Colceru |

5.  USA
| - Patti Bright - Jean Gaertner - Lou Galloway - Barbara Harwerth | - Linda Murphy - Gail O'Rourke - Nancy Owen - Mary Peppler | - Mary Perry - Sharon Peterson - Verneda Thomas - Jane Ward |

6.  Jižní Korea
| - Choi Don-Hui - Jeong Jeong-Eun - Hong Nam-Seon - Kim Gil-Ja | - Gwag Yong-Ja - Lee Geun-Su - Mun Gyeong-Suk - O Cheong-Ja | - O Sun-Ok - Yu Chun-Ja - Seo Chun-Gang - Yun Jeong-Suk |